# 제라드 모나코
제라드 모나코(Gerard Monaco, 2000년 1월 1일 ~ )는 영국의 배우, 영화배우, 텔레비전 배우이다.

## 영화
- 포인트 브레이크 (2015년)
- 엑소더스: 신들과 왕들 (2014년) - 과학자 역
- 삼촌들 (2013년)
- 캐리비안의 해적: 낯선 조류 (2011년) - 스패니쉬 오피서 역
- 브라이트 스타 (2009년)
- 스타트 포 텐 (2006년)
- 베라 드레이크 (2004년)
- 월드 오브 투모로우 (2004년)
- 홀비시티 시즌1 (1999년)
- 이스트엔더스 (1985년)
- 더 빌 (1984년)